# Sinningia elatior
Sinningia elatior é uma espécie de planta do gênero Sinningia e da família Gesneriaceae. 

## Taxonomia
A espécie foi descrita em 1990 por Alain Chautems. 
Os seguintes sinônimos já foram catalogados:  
- Gesneria elatior  Kunth.
- Corytholoma fragile  (Poepp.) Decne.
- Corytholoma igneum  (Mart.) Fritsch
- Corytholoma igneum villosum  Fritsch
- Corytholoma paludosum  Rusby
- Corytholoma strictum  (Hook. & Arn.) Decne.
- Gesnera stricta  Hook. & Arnott.
- Gesneria fragilis  Poepp.
- Gesneria sceptroides  Hanst.
- Gesneria sceptrum igneum  Mart.
- Gesneria sceptrum rubrum  Mart
- Gesneria stricta  Hook & Arnott.
- Rechsteineria ignea  (Mart.) Fritsch
- Rechsteineria ignea anomala  Hoehne
- Rechsteineria ignea loefgrenii  Hoehne
- Rechsteineria ignea villosa  (Fritsch) Fritsch
- Rechsteineria sceptroides  (Hanst.) Kuntze
- Rechsteineria sceptrum rubra  (Mart.) Hoehne
- Rechsteineria stricta  (Hook. & Arn.) Kuntze
- Rechsteineria stricta parvifolia  Hoehne
- Rechsteineria tenera  Fritsch
- Sinningia stricta  (Hook. & Arn.) Wiehler
- Corytholoma elatius  (Kunth) Fritsch
- Rechsteineria elatior  (Kunth) Kuntze

## Forma de vida
É uma espécie terrícola e herbácea. 

## Descrição
É uma planta com 40-150 centímetros de altura, crescendo muitas vezes em terreno encharcado, caule raramente ramificado, 
cálice com lacinias brevemente soldadas na base, corola tubulosa, algo achatada nas laterais, vomlobos dorsais formando uma galea, laranja salmão ou raramente amarela.  
| Caule                               | Caule                                            |
| ----------------------------------- | ------------------------------------------------ |
| caule aéreo                         | anual                                            |
| tubérculo                           | presente                                         |
| Folha                               |                                                  |
| filotaxia                           | oposta/3 verticilada                             |
| simetria da lâmina                  | simétrica                                        |
| formato da lâmina                   | elíptica/lanceolada/ovada/estreitamente elíptica |
| ápice da lâmina                     | agudo                                            |
| base da lâmina                      | aguda/obtusa                                     |
| margem da lâmina                    | crenada/crenulada                                |
| indumento da face abaxial da lâmina | pubescente                                       |
| Inflorescência                      |                                                  |
| organização                         | composta                                         |
| posição                             | terminal/axila de bráctea                        |
| Flor                                |                                                  |
| formato da lacínia do cálice        | lanceolada/ovada/triangular                      |
| indumento da lacínia do cálice      | pubescente/tomentosa                             |
| formato da corola                   | tubulosa                                         |
| cor do tubo da corola               | laranja/rosado/vermelho                          |
| lobo da corola                      | desigual                                         |
| Fruto                               |                                                  |
| consistência                        | seca                                             |

## Conservação
A espécie faz parte da Lista Vermelha das espécies ameaçadas do estado do Espírito Santo, no sudeste do Brasil. A lista foi publicada em 13 de junho de 2005 por intermédio do decreto estadual nº 1.499-R. 

## Distribuição
A espécie é encontrada nos estados brasileiros de Amazonas, Bahia, Distrito Federal, Espírito Santo, Goiás, Minas Gerais, Mato Grosso do Sul, Mato Grosso, Pará, Piauí, Paraná, Rio Grande do Sul, Santa Catarina, São Paulo e Tocantins. 
A espécie é encontrada nos  domínios fitogeográficos de Floresta Amazônica, Cerrado, Mata Atlântica e Pampa, em regiões com vegetação de  campo limpo, cerrado e floresta ombrófila pluvial.